# Marcin Stokłosa
Marcin Stokłosa (ur. 17 maja 1977 w Tarnowie) – polski koszykarz występujący na pozycji rozgrywającego.

## Osiągnięcia
Drużynowe
- Awans do:
  - PLK z:
    - Unią Tarnów (1997)
    - Górnikiem Wałbrzych (2007)[1]

  - I ligi z Wilkami Morskimi Szczecin (2013)[2]
- Uczestnik rozgrywek Pucharu Koracia (1999/2000)[3]

Indywidualne
- Uczestnik:
  - meczu gwiazd I ligi (2007, 2011)[4][5]
  - konkursu rzutów za 3 punkty podczas meczu gwiazd I ligi (2007)
- Zaliczony do I składu meczu gwiazd I ligi (2011)[6]
- Lider w:
  - asystach:
    - I ligi (2008, 2010)
    - II ligi (2009, 2012)

  - przechytach II ligi (2009, 2012)